# ویلیام جفری (بازیکن فوتبال آمریکایی)
ویلیام جفری (انگلیسی: William Jeffrey; ۳ اوت ۱۸۹۲ – ۷ ژانویهٔ ۱۹۶۶) مربی فوتبال اهل ایالات متحده آمریکا بود.